# Tállya
Tállya község Borsod-Abaúj-Zemplén vármegyében, a Szerencsi járásban.

## Fekvése
A tokaj-hegyaljai borvidéken fekszik, a vármegye székhelyétől, Miskolctól 45 kilométerre keletre.
A közvetlen szomszédos települések: észak felől Abaújszántó, kelet felől Erdőbénye, délkelet felől Mád, dél felől Rátka és a Szerencshez tartozó Ond, délnyugat felől Monok, nyugat felől pedig Golop.
A térség fontosabb települései közül Golop és Rátka 3-3, Mád pedig 7 kilométerre található; a legközelebbi város a 6 kilométerre lévő Abaújszántó.

### Megközelítése
Legfontosabb közúti megközelítési útvonala a 39-es főút, ezen érhető el Encs és Tokaj térsége felől is. Monokkal a 3711-es, Szerenccsel a 3712-es út köti össze, főutcája a 3731-es út.
A hazai vasútvonalak közül a települést a Szerencs–Hidasnémeti-vasútvonal érinti, melynek két megállási pontja is van itt. Tállya vasútállomás a belterület délnyugati széle közelében helyezkedik el, közúti elérését a 3731-es útból kiágazó 37 307-es számú mellékút biztosítja; Golop megállóhely pedig a település északnyugati külterületei között létesült, közvetlenül a 39-es főút és a 3711-es út találkozása mellett, a névadó Golop község központjától jó másfél kilométerre keletre.

## Története
A környék már az őskorban is lakott volt. A 15. században már városként említik. Nevét feltehetőleg francia nyelvű bevándorlóktól kapta, akiket a tatárjárás után telepítettek a környékre. A név a francia „taille” (vágás, irtás) szóból ered, valószínűleg arra utal, hogy a szőlőtelepítés előtt a domboldal bozótosát kiirtották.
A középkorban vára is volt, de a 16. században már csak romjai álltak, ekkor Lorántffy Zsuzsanna utasítására a kövek nagy részét építkezésekhez használták fel.
A Rákóczi-szabadságharc idején Tállya – a Rákóczi-család birtokaként – a kurucok egyik fő bázisa volt. 1711-et követően a család elveszítette Tállyát, és a Bretzenhein, majd a Sóhalmi család birtoka volt.

## Közélete

### Polgármesterei
- 1990–1994: Pekó József (független)[5]
- 1994–1998: Pekó József (független)[6]
- 1998–2002: Pekó József (független)[7]
- 2002–2006: Osika József (független)[8]
- 2006–2010: Osika József (független)[9]
- 2010–2014: Osika József (független)[10]
- 2014–2019: Osika József (független)[11]
- 2019–2020: Osika József (független)[12]
- 2022–2024: Serfőző Szabolcs (független)[1]
- 2024– : Serfőző Szabolcs (független)[13]

A településen 2020. november 22-re időközi polgármester-választást írtak ki, mert az előző polgármester július 28-án lemondott, azt követően, hogy hivatali visszaélésekért és a hatóság félrevezetéséért jogerősen 5 év szabadságvesztésre ítélte a Debreceni Ítélőtábla.
A 2020. november 22-re kiírt időközi polgármester-választás azonban a koronavírus-világjárványról szóló 2021. évi I. törvény módosítása értelmében elmaradt, azt csak közel másfél évvel később, a járványhelyzet elmúltával, 2022. május 8-án lehetett megtartani. A köztes időben ügyvezetőként az addigi alpolgármester irányította a települést.

## Népesség
A település népességének változása:
| Lakosok száma | 1975 | 1929 | 1892 | 1646 | 1569 | 1606 | 1568 |
|               | 2013 | 2014 | 2015 | 2021 | 2022 | 2023 | 2024 |

2001-ben a település lakosságának 99%-a magyar, 1%-a cigány nemzetiségűnek vallotta magát.
A 2011-es népszámlálás során a lakosok 83,8%-a magyarnak, 4% cigánynak, 0,3% németnek, 0,4% románnak mondta magát (16,2% nem nyilatkozott; a kettős identitások miatt a végösszeg nagyobb lehet 100%-nál). A vallási megoszlás a következő volt: római katolikus 59%, református 12,8%, görögkatolikus 3,1%, evangélikus 0,9%, felekezeten kívüli 4% (19,8% nem válaszolt).
2022-ben a lakosság 91,5%-a vallotta magát magyarnak, 4,8% cigánynak, 0,6% németnek, 0,3% lengyelnek, 0,2% ukránnak, 0,2% románnak, 0,1-0,1% bolgárnak, ruszinnak és szlovénnek, 2,2% egyéb, nem hazai nemzetiségűnek (8,4% nem nyilatkozott; a kettős identitások miatt a végösszeg nagyobb lehet 100%-nál). Vallásuk szerint 51,2% volt római katolikus, 12,8% református, 3,1% görög katolikus, 0,4% egyéb keresztény, 0,5% evangélikus, 0,1% ortodox, 0,1% izraelita, 4,8% felekezeten kívüli (26,3% nem válaszolt).

## Érdekességek
- Egy anekdota szerint IV. Piusz pápa a tridenti zsinat idején megkóstolta a tállyai bort, és ezt a kijelentést tette: „Summum Pontificem talia vina decent!”, azaz: „Őszentségének ilyen (tállyai) bor dukál.”[20]
- Helyi legenda szerint 1802-ben Tállyán keresztelték meg Kossuth Lajost, mivel Monokon nem volt evangélikus templom. Kossuth születésének anyakönyvi bejegyzése valóban a tállyai evangélikus templomban történt meg, ahol aztán az anyakönyv egy 19. század eleji tűzvészben elpusztult. Kossuth Lajos egy levelében – melyet 1892. szeptember 4-én írt Turinban – maga is a keresztelő templomaként említi az itteni templomot.
- Az ezredforduló évében a község központjában szobrot állítottak, azt jelezve, hogy egy 1992-es felmérés szerint Tállya Európa földrajzi középpontja. Ezt a címet több település is magáénak vallja, mivel elég szubjektív, hogy tulajdonképpen hol is húzódnak Európa határai.[21]

## Látnivalók
- Római katolikus templom (barokkosított, eredetileg gótikus)
- Református templom (barokk, 1753)
- Evangélikus templom (késő barokk)
- A tállyai vár romjai
- Rákóczi-kúria (17. század)
- Mailloth-kastély (1720)[22]
- Közép-európai Művészeti Gyűjtemény (a Maillot-kastélyban)
- Balogh-kúria (copf stílusú, 18. század vége, magántulajdonban)
- Postaház (18. század, a településen 1567 óta működik posta)
- „Európa közepe” szobor
- Lavotta János síremléke
- Encsy-gyűjtemény (ásványok, fosszíliák, őskori leletek)
- Kilátó

## Híres emberek
Tállyán születtek
- Fábián Béla, született Feuerman Béla[23] (1889–1966) ügyvéd, politikus, publicista.
- Fényes Samu 1881-ig Feierlicht Salamon (1862–1937) magyar író, újságíró, filozófus, ügyvéd.
- Guthi Soma (Tállya, 1866 – Budapest, 1930) ügyvéd, író
- Hupka Ödön (1885–1915) könyvtáros.[24]
- Kovács Lajos (1839–1915) miskolci polgármester
- Pasternák Alfréd, Los Angeles-i szülész és orvostörténeti szakíró[25] (1930)
- Sudy János (1844 – 1910 után) elemi iskolai igazgató
- Zempléni Árpád (1865–1919) költő

Tállyán éltek
- Balassa Imre birtokos
- Csécsi János református tanár, költő
- Csuka István plébános, kanonok
- Itt hunyt el 1567-ben Alaghy János regéci várnagy, magyar főúr.
- Itt temették el Lavotta Jánost.

Károli Gáspár 1584-ben Göncről ide költözött pár évre református lelkésznek.

## Képgaléria

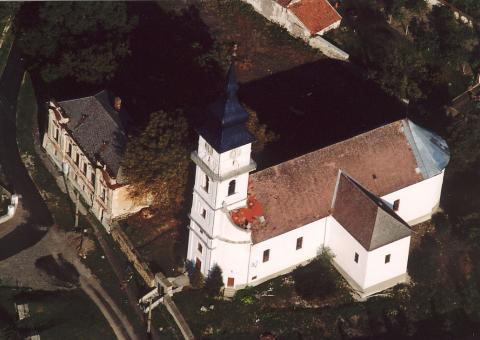
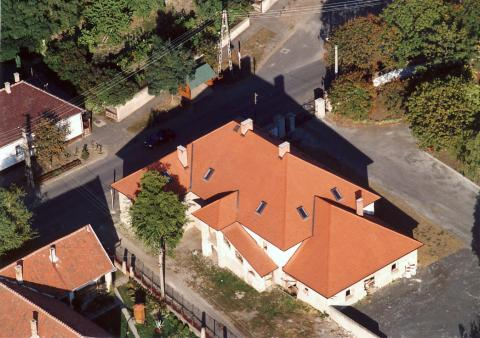
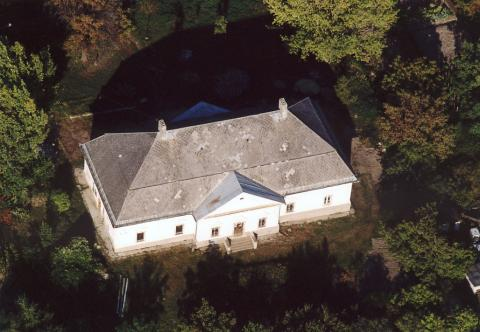
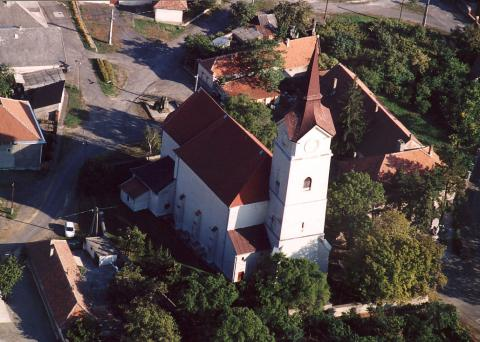
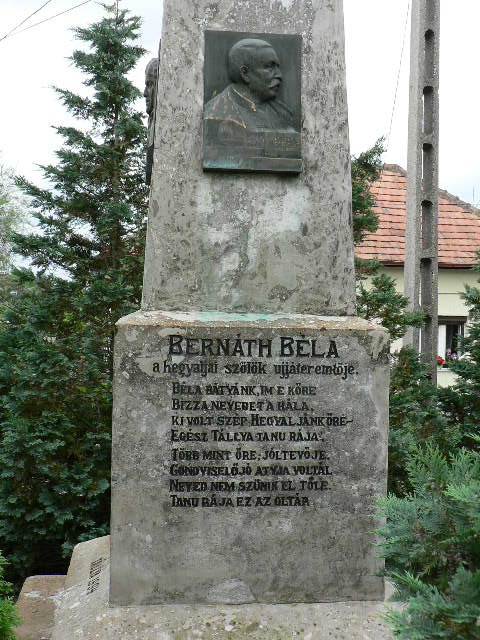